# Protentomon milloti
Protentomon milloti är en urinsektsart som beskrevs av Bruno Condé 1961. Protentomon milloti ingår i släktet Protentomon och familjen Protentomidae. Inga underarter finns listade i Catalogue of Life.